# Josef Cibulka
Josef Cibulka (* 1. Juli 1886 in Wildenschwert, Österreichisch-ungarische Monarchie; † 2. April 1968 in Prag, Tschechoslowakei) war ein tschechischer katholischer Geistlicher und Kunsthistoriker.
Josef Cibulka besuchte das deutsche Gymnasium in Landskron (1897–1901) und das tschechische Gymnasium in Leitomischl (1901–1905). Anschließend studierte er von 1905 bis 1910 Katholische Theologie am Pontificio Collegio Urbaniano „De Propaganda Fide“ in Rom. Hier erwarb er 1909 die theologische Lizenz und wurde 1910 zum Dr. theol. promoviert. Am 18. Dezember 1909 wurde Cibulka in S. Giovanni in Laterano für das Bistum Königgrätz zum Priester geweiht. Anschließend kehrte er in seine Heimat zurück und lehrte von 1910 bis 1919 am Priesterseminar in Königgsgrätz Kirchenmusik und Kunstgeschichte. 1916/17 vertiefte er seine Studien an der Universität Wien in Kirchengeschichte und Kunstgeschichte. Von 1919 bis 1922 war er außerordentlicher Professor für Christliche Archäologie und Kunstgeschichte an der Theologischen Fakultät der neu gegründeten Universität Bratislava, da diese Fakultät jedoch nur auf dem Papier existierte, konnte Cibulka 1920/21 zu weiteren Studien nach Paris und Straßburg gehen.
1922 wurde er außerordentlicher, 1928 ordentlicher Professor für Kirchengeschichte an der Katholisch-Theologischen Fakultät der Karls-Universität in Prag von 1928 bis 1939 und 1945 bis 1953 ordentlicher Professor für Christliche Archäologie und Christliche Kunst. Parallel dazu war er von 1927 bis 1939 und 1945 bis 1950 Privatdozent für Christliche Archäologie und Kunstgeschichte an der philosophischen Fakultät der Karlsuniversität. Von 1953 bis 1960 lehrte er an der nach Litoměřice/Leitmeritz ausgegliedert Theologischen Fakultät. 1950 wurde er Kanoniker, 1956 Propst des Kapitels des Kollegiatstifts der Allerheiligenkirche auf der Prager Burg.
Sein Hauptforschungsgebiet war die mittelalterliche Architektur und Kunst Großmährens.

## Veröffentlichungen (Auswahl)
- Starokřesťanská ikonografie a zobrazování Ukřižovaného [Altkirchliche Ikonographie und die Darstellung des Gekreuzigten]. Družstvo Přátel Studia, Prag 1924
- Václavova rotunda. Prag 1933
- Český řád korunovační a jeho původ. Prag 1934
- Kostel sv. Jiří na Hradě pražském. Stavební dějiny a průvodce památkami / Die St. Georgskirche auf der Burg zu Prag. Baugeschichte und Führer. Státní grafická škola, Prag 1936
- Albrecht Dürer. Prag 1941
- El Greco. Prag 1941
- Knižní ilustrace Maxe Švabinského. Prag 1954
- Velkomoravský kostel v Modré u Velehradu a začátky křesťanství na Moravě [Die großmährische Kirche in Modra bei Welegrad und die Anfänge des Christentums in Mähren]. Prag 1958.
- Korunovační klenoty. Prag 1969
  - deutsch: Die Krönungs-Kleinodien des böhmischen Königreiches. Odeon, Prag 1969.